# Svjetsko prvenstvo u košarci – Filipini, Japan, Indonezija 2023.
Svjetsko prvenstvo u košarci 2023. bio je 19. turnir FIBA Svjetskog prvenstva u košarci za muške nacionalne košarkaške reprezentacije. Prvenstvo je bilo drugo na kojem su sudjelovale 32 ekipe, a domaćini su bile više nacija po prvi put u povijesti – Filipini, Japan i Indonezija – od 25. kolovoza do 10. rujna 2023. Hrvatska košarkaška reprezentacija nije se plasirala na ovo natjecanje.
Bilo je to prvo Svjetsko prvenstvo koje je održano u Indoneziji, a drugo koje je održano na Filipinima i u Japanu. Filipini su prije bili domaćin prvenstva1978., a Japan 2006. godine. Prvenstvo je bilo drugo od tri uzastopna Svjetska prvenstva koja će se održati u Aziji nakon što je Kina bila domaćin 2019., a Katar je izabran za domaćina 2027. Prvi put u povijesti Svjetskih prvenstava, zemlja domaćin nije se kvalificirala (Indonezija). Prvenstvo je također služilo za kvalifikacija za Ljetne olimpijske igre 2024., gdje su se dvije najbolje momčadi iz obje Amerike i Europe te najbolje momčadi iz Afrike, Azije i Oceanije kvalificirale zajedno s domaćinom turnira Francuskom.
Njemačka košarkaška reprezentacija ostala je neporažena na prvenstvu i osvojila svoj prvi naslov svjetskih prvaka pobijedivši Srbiju 83-77 u finalu. Njemačkoj je to bio prvi nastup u finalu Svjetskog prvenstva, dok je Srbija zadnji put nastupila u finalu 2014. godine. Kanada je osvojila brončanu medalju, svoju prvu medalju u povijesti Svjetskih prvenstava, nakon pobjede nad Sjedinjenim Američkim Državama 127-118.
Prvenstvo je također postavilo rekord najgledanije utakmice Svjetskih prvenstava u povijesti, s 38,115 gledatelja koji su prisustvovali utakmici Dominikanske Republike protiv Filipina u Filipini Areni u Bocaueu, oborivši prethodni rekord od 32.616 gledatelja postavljen tijekom finala 1994. u SkyDomeu u Torontu.
Latvija, Južni Sudan i Gruzija prvi su put nastupile na Svjetskom prvenstvu, a Latvija se plasirala među prvih pet. Sudomaćin Japan kvalificirao se za Olimpijske igre na temelju toga što je bio najbolja azijska reprezentacija, dok su se sudomaćini Filipini kvalificirali za olimpijski kvalifikacijski turnir 2024. Oba sudomaćina upisala su pobjede na turniru.
Branitelj naslova, Španjolska, izgubila je od Latvije i Kanade u drugom kolu i završila tek na devetom mjestu. Ovo je bio prvi put da je Španjolska propustila četvrtfinale od 1994. godine. Olimpijski pobjednici Sjedinjene Američke Države također nisu uspjeli osvojiti medalju – drugi turnir zaredom.

## Galerija
- Službeni logo i lopta.
- Filipini Arena.
- Ceremonija otvaranja u Indoneziji.
- Zemlje sudionice.